# Bantz Craddock
Bantz John Craddock (Parkersburg, West Virginia, 24 augustus 1949) is een Amerikaanse generaal op rust. 
Craddock was van 7 december 2006 tot 2 juli 2009 Opperbevelhebber van de NAVO Europa (SACEUR) en bevelhebber van de Allied Command Operations (ACO). Daarvoor was hij Commander van het U.S. Southern Command. Tijdens zijn militaire carrière was hij eerder actief in onder meer de Golfoorlog en de Kosovo-oorlog. Na zijn pensioen in 2009 werd hij aangetrokken als voorzitter van de raad van bestuur door MPRI, Inc., (Military Professional Resources, Inc.), een private leverancier van militaire dienstverlening, tot het bedrijf in 2012 opging in een fusie.